# 焦河东华观
焦河东华观，位于山西省晋城市高平市河西镇焦河村，是一处山西省文物保护单位。

## 保护
2021年8月4日，焦河东华观公布为第六批山西省文物保护单位，古建筑类，编号6-206。